# Bruno Parovel
Bruno Parovel, född 6 oktober 1913 i Koper, död 1994, var en italiensk roddare.
Parovel blev olympisk silvermedaljör i fyra med styrman vid sommarspelen 1932 i Los Angeles.